# 北地街道
北地街道，是中华人民共和国辽宁省本溪市明山区下辖的一个乡镇级行政单位。2019年11月29日，金山街道整体划入北地街道。区域四至为：自北光路胜利路交叉口沿北光路—北光路紫金路交叉口沿紫金路—紫金路紫东路交叉口沿紫东路—紫东路平山路交叉口沿平山路—平山路地工路交叉口沿地工路—地工路胜利路交叉口沿胜利路—胜利路西芬路交叉口沿西芬路—西芬路解放北路交叉口—滨河南路沿河—一洞桥巷沿一洞桥巷—解放北路胜利路交叉口沿胜利路—北光路胜利路交叉口闭合。

## 行政区划
北地街道下辖以下地区：
永光社区、永联社区、永胜社区、永平社区、永新社区和高建社区。